# Devils Wrocław
Devils Wrocław – nieistniejąca wrocławska drużyna futbolu amerykańskiego, założona w maju 2005 roku. Członek Stowarzyszenia Polski Związek Futbolu Amerykańskiego (PZFA), regularnie występujący w Polskiej I Lidze Futbolu Amerykańskiego (PLFA), mający za sobą występy w europejskich rozgrywkach EFAF Challenge Cup. 25 września 2013 klub ogłosił fuzję z klubem Giants Wrocław. Nowo powstały klub nazywa się Panthers Wrocław.
- Liczba zawodników: 120
- Liczba sekcji: 3
- Miasto: Wrocław
- Stadion domowy: Stadion Olimpijski we Wrocławiu

## Historia Klubu
2005
Z inicjatywy Piotra Duszeńko, Piotra Stopy i Michała Różyckiego powstaje pierwsza we Wrocławiu drużyna futbolu amerykańskiego Devils.
2006
Drużyna Devils, będąca sekcją Klubu Sportowego BASEBALL Wrocław, rozgrywa swoje pierwsze sparingi. Jako jedna z nielicznych wówczas polskich drużyn ma okazję zmierzyć się z doświadczonym rywalem z zagranicy (Tornadoes Pilsen – Czechy). Sezon kończy z bilansem pięciu zwycięstw i trzech porażek na koncie.
2007
Devils przystępuje do rozgrywek ligowych PLFA 2007, w których zajmuje 5. miejsce. Bilans całego sezonu to ponownie 5 zwycięstw i 3 porażki. W październiku powołany do życia zostaje Klub Sportowy Devils Wrocław, wpisany do rejestru klubów sportowych przez Prezydenta Miasta pod pozycją 62.
2008
Devils w swoim drugim sezonie PLFA dociera do półfinałów, wrocławianie sezon kończą na 3. miejscu w Polsce. Liczby podsumowujące ten rok to 6 zwycięstw i 4 porażki.
2009
K.S. Devils debiutuje w Europejskich Pucharach EFAF Challenge Cup. W Lidze Polskiej pomimo dobrej passy w środku sezonu nie udaje się powtórzyć sukcesu sprzed roku i drużyna kończy sezon na 7. miejscu w kraju.
2010
Devils zdobywa pierwszy w historii Klubu tytuł Mistrza Polski, wygrywając wszystkie 10 spotkań PLFA 2010.
2011
Devils jako pierwsza drużyna w historii ligi po zdobyciu mistrzostwa ponownie awansuje do SuperFinału PLFA, jednak tytułu nie broni przegrywając 27:26.

## Sztab trenerski
- James Valdon Gunn – Trener Główny, koordynator ofensywy
- Richard Wade – koordynator defensywy
- Michał Rutkowski – asystent defensywny, trener drużyny B
- Łukasz Piwkowski – trener przygotowania fizycznego
- David Hale – offensive line
- Arkadiusz Soberski – defensive line

## Sukcesy
PLFA I 2007: drugie miejsce w dywizji południowej, piąte miejsce w Polsce

PLFA I 2008: awans do półfinałów, trzecie miejsce w Polsce

PLFA I 2009: siódme miejsce w Polsce

PLFA I 2010: Mistrzostwo Polski

PLFA I 2011: Wicemistrzostwo Polski
TOPLIGA 2012: 3. miejsce w Polsce
Drużyna ustanowiła rekord przewagi punktowej. W sezonie 2011 w czasie spotkania z drużyną Zagłębie Steelers Devils wygrali 84:0. Jest to najwyższa różnica punktowa w historii Polskiej Ligi Futbolu Amerykańskiego.